# Hodiș (okręg Arad)
Hodiș – wieś w Rumunii, w okręgu Arad, w gminie Bârsa. W 2011 roku liczyła 199 mieszkańców. 